# Yakovlevina
Yakovlevina is een geslacht van vlinders uit de familie van de Houtboorders (Cossidae). De wetenschappelijke naam is voor het eerst gepubliceerd in 2005 door Muhabbet Kemal en Ahmet Ömer Koçak.
De soorten van dit geslacht komen voor in China (Yunnan).

## Soorten
- Yakovlevina albostriata (Yakovlev, 2006)
- Yakovlevina galina (Yakovlev, 2004)